# خایمه دوارته
خایمه دوارته (اسپانیایی: Jaime Duarte‎؛ زادهٔ ۲۷ فوریهٔ ۱۹۵۵) بازیکن سابق و مربی فوتبال اهل پرو است.
از باشگاه‌هایی که در آن بازی کرده‌است می‌توان به باشگاه فوتبال آلیانزا لیما اشاره کرد.
وی همچنین در تیم ملی فوتبال پرو بازی کرده‌است.